# Arro (Aínsa-Sobrarbe)
Arro – miejscowość w Hiszpanii, w Aragonii, w prowincji Huesca, w comarce Sobrarbe, w gminie Aínsa-Sobrarbe.
Według danych INE z 2005 roku miejscowość zamieszkiwały 32 osoby. Wysokość bezwzględna miejscowości jest równa 610 metrów. Kod pocztowy do miejscowości to 22330.